# 이창환 (양궁 선수)
이창환(李昌煥, 1982년 2월 16일~)은 대한민국의 양궁 선수이다. 현재 코오롱에 소속되어 있다.
2006년 도하 아시안게임 단체전 금메달. 2008년 베이징 올림픽에서 남자 양궁 단체전에서 박경모, 임동현과 함께 금메달을 획득하였다. 그러나 개인전에서는 16강에서 말레이시아의 쳉추시안에게 패해 탈락했다. 2009년 제45회 세계양궁선수권대회 리커브 남자 개인전 금메달. 2009년 제90회 전국체육대회 양궁 남자 일반부 70m 3위.

## 학교
- 성포초등학교 졸업
- 성포중학교 졸업
- 경기체육고등학교 졸업
- 한국체육대학교 졸업

## 소속팀
- 2006년~2011년 11월 두산중공업 양궁팀.
- 2011년 12월~ 코오롱 양궁팀.

## 같이 보기
- 궁술
- 대한민국 양궁 선수 목록